# Markus Günthardt
Markus Günthardt (* 10. September 1957 in Zürich) ist ein ehemaliger Schweizer Tennisspieler und Direktor verschiedener Tennis-Turniere.

## Tenniskarriere
Nach seiner Matura begann Günthardt 1978 mit dem professionellen Tennissport. Während er im Einzel in den ersten beiden Saisonen ausschließlich in ersten und zweiten Runden ausschied, konnte er 1979 zwei Halbfinale erreichen, beim Challenger in Linz verlor an der Seite des Schweden Hans Simonsson gegen die Ungaren Szabolcz Baranyi und Péter Szőke, in Köln mussten er und sein Doppelpartner Louk Sanders aus den Niederlanden sich den späteren Turniersiegern Gene Mayer und Stan Smith geschlagen geben.
Im Frühjahr 1980 konnte er in Shimizu den einzigen Einzeltitel seiner Karriere gewinnen. Im Juli gelang ihm an der Seite seines Bruders Heinz Günthardt sein erster Doppeltitel im schwedischen Båstad. In Brasilien konnte er an der Seite des Venezuelaners Jorge Andrew in Porto Alegre und Curitiba zwei Titel im Doppel gewinnen. In Genf erreichte er mit seinem Bruder im September nochmals ein Finale, das sie gegen Željko Franulović und Balázs Taróczy verloren.
Im Jahr 1981 verbuchte er sein erfolgreichstes Jahr bei Grand-Slam-Turnieren. Er konnte sich das einzige Mal im Einzel für das Hauptfeld der US Open qualifizieren und spielte in allen Doppelturnieren, wobei das Erreichen des Viertelfinales der French Open einen Karrierehöhepunkt darstellte. Zudem spielte er zwei Finalpartien in der Schweiz, in Gstaad konnte er dieses mit seinem Bruder gewinnen, in Basel verlor er gemeinsam mit Pavel Složil gegen José Luis Clerc und Ilie Năstase.
1983 konnte er in Gstaad erneut das Doppelfinale erreichen, das er verlor, zwei Jahre später konnte er das Turnier erneut für sich entscheiden, dies war sein letzter Turniersieg auf der ATP Tour.
Günthardt trat von 1980 bis 1986 für die Schweiz im Davis Cup an. 9 von 15 Partien konnte er dabei für sich entscheiden.

## Tätigkeit nach der Spielerlaufbahn
Nach dem Ende seiner Karriere als aktiver Profi arbeitete Günthardt weiterhin im Tennisbereich. Er war für die Schweizer Sportvermarktungsfirma Marc Biver Development, die 1992 von IMG übernommen wurde tätig und baute er den Tennisbereich auf. In dieser Zeit nahm er unter anderem die deutschen Davis-Cup-Spieler Michael Stich und Carl-Uwe Steeb unter Vertrag. Mit der von ihm aufgebauten Sportmarketing-Agentur Vision Sports & Events arbeitete Günthardt unter anderem an der Olympiabewerbung von Madrid für die Spiele 2012 mit und war als Berater für die Organisatoren der Schwimmeuropameisterschaften 2004 in Madrid tätig.
Ab Ende 1990 war er Turnierdirektor verschiedener Tennis-Turniere, darunter die Eurocard Open in Stuttgart, die Tennis Masters-Turniere in Stuttgart und Madrid sowie die ATP Tour World Championships von 1996 bis 1999 in Hannover. In der Türkei war er Berater für die WTA Tour Championships, die zwischen 2011 und 2013 in Istanbul ausgetragen wurden.
Seit 2005 ist er Turnierdirektor des Porsche Tennis Grand Prix in Stuttgart in der Porsche-Arena. Im Jahr 2021 wurde unter seiner Leitung ein Live-Streaming-Angebot mit einer Vielzahl an zusätzlichen Kameras geschaffen, so dass mögliche Zuschauer trotz der COVID-19-Pandemie dem Turnier folgen können.

## Persönliches
Markus Günthardt lebt mit seiner Frau und seinen zwei Kindern in Madrid und in der Schweiz.
Sein Bruder Heinz Günthardt war nach dessen Spielerkarriere als Trainer von Steffi Graf und Ana Ivanović tätig.

## Erfolge
| Legende                           |
| Grand Slam                        |
| Tennis Masters Cup                |
| ATP Masters Series                |
| ATP International Series Gold (0) |
| ATP International Series (3)      |
| ATP Challenger Series (3)         |

| ATP-Titel nach Belag |
| Hartplatz (0)        |
| Sand (3)             |
| Rasen (0)            |
| Teppich (0)          |

### Einzel

#### Turniersiege
| Nr. | Datum         | Turnier | Belag     | Finalgegner   | Ergebnis      |
| --- | ------------- | ------- | --------- | ------------- | ------------- |
| 1.  | 6. April 1980 | Shimizu | Hartplatz | Cliff Letcher | 2:6, 6:4, 6:3 |

### Doppel

#### Turniersiege

##### ATP Tour
| Nr. | Datum         | Turnier    | Belag | Partner         | Finalgegner                 | Ergebnis      |
| --- | ------------- | ---------- | ----- | --------------- | --------------------------- | ------------- |
| 1.  | 20. Juli 1980 | Båstad     | Sand  | Heinz Günthardt | John Feaver Peter McNamara  | 6:4, 6:4      |
| 2.  | 12. Juli 1981 | Gstaad (1) | Sand  | Heinz Günthardt | David Carter Paul Kronk     | 6:4, 6:1      |
| 3.  | 15. Juli 1984 | Gstaad (2) | Sand  | Heinz Günthardt | Givaldo Barbosa João Soares | 6:4, 3:6, 7:6 |

##### ATP Challenger Tour
| Nr. | Datum             | Turnier      | Belag | Partner      | Finalgegner                | Ergebnis      |
| --- | ----------------- | ------------ | ----- | ------------ | -------------------------- | ------------- |
| 1.  | 31. August 1980   | Porto Alegre | Sand  | Jorge Andrew | Paulo Cleto Carlos Kirmayr | 6:3, 6:1      |
| 2.  | 7. September 1980 | Curitiba     | Sand  | Jorge Andrew | Kevin Harris Craig Wittus  | 4:6, 6:3, 7:6 |

#### Finalteilnahmen
| Nr. | Datum              | Turnier | Belag         | Partner          | Finalgegner                      | Ergebnis      |
| --- | ------------------ | ------- | ------------- | ---------------- | -------------------------------- | ------------- |
| 1.  | 28. September 1980 | Genf    | Sand          | Heinz Günthardt  | Željko Franulović Balázs Taróczy | 4:6, 6:4, 4:6 |
| 2.  | 18. Oktober 1981   | Basel   | Hartplatz (i) | Pavel Složil     | José Luis Clerc Ilie Năstase     | 6:7, 7:6, 6:7 |
| 3.  | 28. Februar 1982   | Kairo   | Sand          | Heinz Günthardt  | Drew Gitlin Jim Gurfein          | 4:6, 5:7      |
| 4.  | 11. Juli 1982      | Gstaad  | Sand          | Heinz Günthardt  | Sandy Mayer Ferdi Taygan         | 2:6, 3:6      |
| 5.  | 1. Mai 1983        | Madrid  | Sand          | Zoltán Kuhárszky | Heinz Günthardt Pavel Složil     | 3:6, 3:6      |